# Stenberget (naturreservat)
Stenberget är ett naturreservat i Skurups kommun i Skåne län.
Området är naturskyddat sedan 1976 och är 4 hektar stort. Reservatet består av en spricka som blottlades efter stentäktsverksamhet och som visar den geologiska utveckling som pågick från 150 000 år sedan och fram tills för 13 000 år sedan.  Även omgivande hällar ingår samt mindre områden av lövskog och åkermark.